# تپه تله دشه
تپه تله دشه در شهرستان پاوه، بخش مرکزی، روستای دشه واقع شده و این اثر در تاریخ ۱۱ مرداد ۱۳۸۴ با شمارهٔ ثبت ۱۲۴۷۳ به‌عنوان یکی از آثار ملی ایران به ثبت رسیده است.